# DEFA

logo DEFA

Deutsche Film AG, DEFA – państwowa wytwórnia filmowa w NRD, w Poczdamie – Babelsbergu.
Wytwórnia DEFA wyprodukowała około 700 filmów fabularnych, 750 filmów animowanych oraz 2250 filmów dokumentalnych i krótkometrażowych. Udźwiękowiono około 8000 filmów, głównie dla potrzeb telewizji NRD Deutscher Fernsehfunk.
Wyprodukowano w niej wiele filmów fabularnych, bajek, ale także nagradzany poza NRD Solo Sunny. W fantastyczno-naukowym filmie W pyle gwiazd wystąpił polski aktor Leon Niemczyk. Grał on także w filmach indiańskich i trylogii opartej na powieściach Józefa Ignacego Kraszewskiego.